# Carl Schreiber (Politiker)
Johann Carl Schreiber (* 1. November 1779 auf dem Messinghof (Bettenhausen); † 23. Februar 1826 in Mengeringhausen) war ein deutscher Grundbesitzer und Politiker.

## Leben
Schreiber war der Sohn des Konduktors und Ökonomie-Rates Henrich Daniel Schreiber (* 8. Mai 1746 in Adorf; † 27. September 1816 in Landau) und dessen Ehefrau Marie Anne geborene Loofs (* Juni 1752 in Kassel; † 23. Mai 1820 in Landau). Daniel Schreiber und Christian Curtze waren Cousins.
Er war evangelisch und heiratete am 21. November 1802 in Wetterburg Anna Maria Pohlmann (* 7. August 1778 in Wetterburg; † 2. August 1826 ebenda), die Tochter des Waffenschmiedemeisters auf dem untersten Hammer in Wetterburg Hermann Christoph Pohlmann und der Susanne Maria Köhler. Daneben hatte er ab 1810 eine nichteheliche Verbindung mit Sophie Elisabeth Heiner (* 9. Mai 1788 in Münden (Waldeck)) der Ehefrau des Stadtoffiziers und Hutmachers Daniel Curtze. Ab 1821 bestand eine nichteheliche Verbindung mit Maria Elisabeth Rehbein (* 9. Februar 1798 in Lütersheim; † 15. Oktober 1830 in Wetterburg), der nichtehelichen Tochter des Johann Christoph Rehbein und der Susanne Catharina Fischer.
Schreiber lebte als Grundbesitzer und Oekonom in Wetterburg. Er wurde mit dem Titel Amtmann ausgezeichnet. Von (Frühjahr) 1817 bis zu seinem Tod am 23. Februar 1826 war er Mitglied des Landstandes des Fürstentums Waldeck. Er wurde für den Bauernstand im Oberjustizamt der Twiste gewählt.